# Liste der Stolpersteine in Wabern
Die Liste der Stolpersteine in Wabern (Hessen) enthält alle Stolpersteine, die im Rahmen des gleichnamigen Kunst-Projekts von Gunter Demnig in Wabern verlegt wurden. Mit ihnen soll an Opfer des Nationalsozialismus erinnert werden, die in Wabern lebten und wirkten.

## Verlegte Stolpersteine
| Bild                                    | Name, Inschrift | Adresse                 | Verlege- datum | Anmerkung |
| --------------------------------------- | --- | ----------------------- | -------------- | --------- |
| der Stolperstein für Jettchen Frenkel   | Hier wohnte Jettchen Frenkel geb. Wertheim Jg. 1882 deportiert 1941 Riga ermordet                                                            | Bahnhofstraße 21 (Lage) | 8. Feb. 2018   |           |
| der Stolperstein für Laser Frenkel      | Hier wohnte Laser Frenkel Jg. 1879 deportiert 1941 Riga ermordet                                                                             | Bahnhofstraße 21 (Lage) | 8. Feb. 2018   |           |
| der Stolperstein für Margot Frenkel     | Hier wohnte Margot Frenkel Jg. 1920 Schicksal unbekannt                                                                                      | Bahnhofstraße 21 (Lage) | 8. Feb. 2018   |           |
| der Stolperstein für Jettchen Frenkel   | Hier wohnte Max Frenkel Jg. 1910 deportiert 1941 Riga Stutthof ermordet                                                                      | Bahnhofstraße 21 (Lage) | 8. Feb. 2018   |           |
| der Stolperstein für Gitta Löwenstein   | Hier wohnte Gitta Löwenstein geb. Grunsfeld Jg. 1876 Flucht 1940 USA                                                                         | Bahnhofstraße 31 (Lage) | 8. Feb. 2018   |           |
| der Stolperstein für Hanna Löwenstein   | Hier wohnte Hanna Löwenstein verh. Lissauer Jg. 1906 Flucht 1936 USA                                                                         | Bahnhofstraße 31 (Lage) | 8. Feb. 2018   |           |
| der Stolperstein für Leopold Löwenstein | Hier wohnte Leopold Löwenstein Jg. 1898 Flucht 1936 Holland mit Hilfe überlebt                                                               | Bahnhofstraße 31 (Lage) | 8. Feb. 2018   |           |
| der Stolperstein für Simon Löwenstein   | Hier wohnte Simon Löwenstein Jg. 1857 unfreiwillig verzogen Berlin tot 6.10.1940                                                             | Bahnhofstraße 31 (Lage) | 8. Feb. 2018   |           |
| der Stolperstein für Walter Löwenstein  | Hier wohnte Walter Löwenstein Jg. 1900 interniert 1933 Lager Wabern unfreiwillig verzogen 1933 Kassel Flucht 1936 Holland mit Hilfe überlebt | Bahnhofstraße 31 (Lage) | 8. Feb. 2018   |           |
| der Stolperstein für Irma Oppenheimer   | Hier wohnte Irma Oppenheimer geb. Löwenstein Jg. 1895 Flucht 1939 USA                                                                        | Bahnhofstraße 31 (Lage) | 8. Feb. 2018   |           |